# Драган Шуплевски
Драган Шуплевски (на македонска литературна норма: Драган Шуплевски) е виден диригент и композитор от Социалистическа република Македония.

## Биография
Драган Шуплевски е роден на 19 юли 1933 година в Скопие, тогава в Кралство Югославия. Завършва Образователно-теоретичния отдел на Музикалната академия в Белград в 1959 година. От 1960 до 1963 година преподава в Средното музикално училище в Скопие, а след това до 1966 година оглавява музикалната продукция на Радио-телевизия Скопие. От 1966 година оглавява новосъздадения Музикален факултет на Скопския университет, пост на който остава до краяна живота си.
Шуплевски е шеф на хора „Жикица Йованович – Шпанац“ (1956 – 1959), на Детския хор „Развигорче“ (1966 – 1975), женския детски хор „25 Мај“, на хор „Мирче Ацев“ и на Хора на Македонската радио-телевизия, с които постига големи успехи. Композиторските му дела са базирани на македонския фолклор.
В 1999 година издава книгата „Изкуството на хоровото пеене“ (Уметността на хорското пеење).
Умира на 10 юни 2001 година в Скопие.